# Élections municipales bulgares de 2019
Les élections municipales bulgares de 2019 ont lieu les 27 octobre et 3 novembre 2019 en Bulgarie afin d'élire pour quatre ans les conseils municipaux et les maires des municipalités du pays.
Le GERB du premier ministre Boïko Borissov remporte la majorité des municipalités.

## Résultats

### Sofia

#### Maire
| Candidats     | Candidats                           | Partis                    | Premier tour | Premier tour | Second tour | Second tour |
| Candidats     | Candidats                           | Partis                    | Voix         | %            | Voix        | %           |
| ------------- | ----------------------------------- | ------------------------- | ------------ | ------------ | ----------- | ----------- |
|               | Jordanka Assenova Fandakova         | GERB - UDF                | 161 909      | 36,37        | 209 542     | 49,98       |
|               | Maya Bozhidarova Manolova-Naidenova | BSP                       | 123 714      | 27,79        | 189 176     | 45,13       |
|               | Borislav Alexandrov Ignatov         | BD                        | 54 330       | 12,20        |             |             |
|               | Boris Borislavov Bonev              | Indépendant               | 47 936       | 10,77        |             |             |
|               | Angel Chavdarov Dzhambazki          | VMRO-BND                  | 17 377       | 3,90         |             |             |
|               | Volen Nikolov Siderov               | Ataka                     | 6 396        | 1,44         |             |             |
|               | Autres candidats                    | Autres candidats          | 25 921       | 5,21         |             |             |
|               | "Je ne soutiens personne"           | "Je ne soutiens personne" | 10 315       | 2,32         | 20 493      | 4,89        |
|               |                                     |                           |              |              |             |             |
| Votes valides | Votes valides                       | Votes valides             | 517 898      | 100          | 419 211     | 100         |

#### Conseil municipal
|                    | |         |       |       |        |               |
| Parti ou coalition | Parti ou coalition                                                                                   | Voix    | %     | +/-   | Sièges | +/-           |
|                    | Citoyens pour le développement européen de la Bulgarie (GERB) - Union des forces démocratiques (UDF) | 131 536 | 32,68 | 10,20 | 27     | 3             |
|                    | Parti socialiste bulgare (BSP)                                                                       | 72 667  | 18,05 | 8,16  | 15     | 8             |
|                    | Bulgarie démocratique (BD)                                                                           | 58 442  | 14,52 | Nv.   | 12     | 12            |
|                    | Candidat indépendant Boris Borislavov Bonev                                                          | 42 759  | 10,62 | Nv.   | 1      | 1             |
|                    | VMRO - Mouvement national bulgare (VMRO-BND)                                                         | 19 407  | 4,82  | 0,03  | 4      | 1             |
|                    | Union nationale Attaque (Ataka)                                                                      | 7 530   | 1,87  | 1,19  | 2      | en stagnation |
|                    | Parti social-démocrate bulgare                                                                       | 6 485   | 1,61  | 0,43  | 0      | en stagnation |
|                    | Candidat indépendant Gergin Alexandrov Borisov                                                       | 6 343   | 1,58  | Nv.   | 0      | en stagnation |
|                    | Mouvement des droits et des libertés (DPS)                                                           | 5 115   | 1,27  | 0,20  | 0      | en stagnation |
|                    | Voix populaire                                                                                       | 4 670   | 1,16  | Nv.   | 0      | en stagnation |
|                    | Renaissance                                                                                          | 4 343   | 1,08  | Nv.   | 0      | en stagnation |
|                    | Parti Vert                                                                                           | 4 179   | 1,04  | 1,02  | 0      | 1             |
|                    | Autres                                                                                               | 12 758  | 3,56  |       | 0      |               |
|                    | "Je ne soutiens personne"                                                                            | 26 314  | 6,53  | -     | -      |               |
|                    | |         |       |       |        |               |
| Votes valides      | Votes valides                                                                                        | 402 548 | 100   |       | 61     | en stagnation |

### Plovdiv

#### Maire
| Candidats     | Candidats                 | Partis                    | Premier tour | Premier tour | Second tour | Second tour |
| Candidats     | Candidats                 | Partis                    | Voix         | %            | Voix        | %           |
| ------------- | ------------------------- | ------------------------- | ------------ | ------------ | ----------- | ----------- |
|               | Zdravko Dimitrov Dimitrov | GERB                      | 39 777       | 36,14        | 46 887      | 57,32       |
|               | Slavcho Stoev Atanasov    | VMRO-BND-NFSB             | 17 775       | 16,15        | 31 161      | 38,10       |
|               | Dani Stefanova Kanazireva | Union pour Plovdiv (bg)   | 12 460       | 11,32        |             |             |
|               | Nikolay Atanasov Radev    | BSP                       | 11 340       | 10,30        |             |             |
|               | Georgi Ivanov Kolev       | UAS                       | 8 254        | 7,50         |             |             |
|               | Atanas Bogomilov Kostov   | BD                        | 5 527        | 5,02         |             |             |
|               | Nikolay Petkov Bukhalov   | CCP                       | 5 495        | 4,99         |             |             |
|               | Milen Arsenov Ivanov      | DPS                       | 2 512        | 2,28         |             |             |
|               | Autres candidats          | Autres candidats          | 3 567        | 3,25         |             |             |
|               | "Je ne soutiens personne" | "Je ne soutiens personne" | 3 357        | 3,05         | 3 747       | 4,58        |
|               |                           |                           |              |              |             |             |
| Votes valides | Votes valides             | Votes valides             | 110 064      | 100          | 81 795      | 100         |

#### Conseil municipal
| Parti ou coalition | Parti ou coalition                                                                               | Voix   | %     | +/-  | Sièges | +/- |
| ------------------ | ------------------------------------------------------------------------------------------------ | ------ | ----- | ---- | ------ | --- |
|                    | Citoyens pour le développement européen de la Bulgarie (GERB)                                    | 29 743 | 30,59 | 1,17 | 17     | 1   |
|                    | Parti socialiste bulgare (BSP)                                                                   | 12 294 | 12,64 | 3,66 | 7      | 2   |
|                    | VMRO - Mouvement national bulgare (VMRO-BND)- Front national pour le salut de la Bulgarie (NFSB) | 9 844  | 10,12 | 4,57 | 5      | 4   |
|                    | Union pour Plovdiv (bg)                                                                          | 9 117  | 9,38  | 1,78 | 5      | 1   |
|                    | Coalition Cause Plovdiv                                                                          | 8 767  | 9,02  | 3,10 | 5      | 2   |
|                    | Union agraire Alexandre Stamboliyski                                                             | 8 501  | 8,74  | 2,27 | 5      | 1   |
|                    | Bulgarie démocratique (BD)                                                                       | 6 650  | 6,84  | Nv.  | 4      | 4   |
|                    | Mouvement des droits et des libertés (DPS)                                                       | 2 254  | 2,32  | 1,60 | 1      | 1   |
|                    | Coalition Nous les Citoyens                                                                      | 2 205  | 2,27  | Nv.  | 1      | 1   |
|                    | Volya (V)                                                                                        | 2 019  | 2,08  | Nv.  | 1      | 1   |
|                    | Autres                                                                                           | 1 465  | 1,50  |      | 0      |     |
|                    | "Je ne soutiens personne"                                                                        | 4 379  | 4,50  |      |        |     |
|                    |                                                                                                  |        |       |      |        |     |
| Total              | Total                                                                                            | 97 238 | 100   | 61   | 61     | 10  |

### Varna

#### Maire
| Candidats | Candidats                   | Partis                    | Premier tour | Second tour |
| Candidats | Candidats                   | Partis                    | %            | %           |
| --------- | --------------------------- | ------------------------- | ------------ | ----------- |
|           | Ivan Nikolaev Portnih       | GERB                      | 49,29        | 60,79       |
|           | Kostadin Todorov Kostadinov | Renaissance               | 14,30        | 35,99       |
|           | Anelia Dimitrova Klisarova  | BSP                       | 14,02        |             |
|           | Stella Dimitrova Nikolova   | BD                        | 8,67         |             |
|           | Tsvetan Hristov Atanasov    | PBS                       | 2,19         |             |
|           | Nikolay Todorov Evtimov     | VMRO-BND                  | 1,96         |             |
|           | Dimitar Anastasov Karbov    | NFSB                      | 1,39         |             |
|           | Autres candidats            | Autres candidats          | 3,31         |             |
|           | "Je ne soutiens personne"   | "Je ne soutiens personne" | 4,88         | 3,22        |
|           |                             |                           |              |             |
| Total     | Total                       | Total                     | 100          | 100         |

#### Conseil municipal
| Parti ou coalition | Parti ou coalition                                            | %     | +/-  | Sièges | +/-           |
| ------------------ | ------------------------------------------------------------- | ----- | ---- | ------ | ------------- |
|                    | Citoyens pour le développement européen de la Bulgarie (GERB) | 32,16 | 5,80 | 18     | 4             |
|                    | Parti socialiste bulgare (BSP)                                | 14,20 | 4,81 | 8      | 3             |
|                    | Renaissance^                                                  | 7,65  | 1,46 | 4      | en stagnation |
|                    | Union agraire Alexandre Stamboliyski                          | 7,29  | 2,80 | 4      | 1             |
|                    | Bulgarie démocratique (BD)                                    | 6,75  | Nv.  | 4      | 4             |
|                    | Mouvement des droits et des libertés (DPS)                    | 4,88  | 2,19 | 3      | 1             |
|                    | Union des forces démocratiques (UDF)                          | 4,15  | Nv.  | 2      | 2             |
|                    | Volya (V)                                                     | 3,83  | Nv.  | 2      | 2             |
|                    | Parti social-démocrate bulgare                                | 2,99  | 0,16 | 2      | en stagnation |
|                    | Coalition locale "Union populaire agricole"                   | 2,93  | Nv.  | 2      | 2             |
|                    | VMRO - Mouvement national bulgare (VMRO-BND)^                 | 2,74  | 7,58 | 2      | 4             |
|                    | Autres                                                        | 6,00  |      | 0      |               |
|                    | "Je ne soutiens personne"                                     | 4,43  | -    | -      | -             |
|                    |                                                               |       |      |        |               |
| Votes valides      | Votes valides                                                 | 100   | 51   | 51     | en stagnation |

- ^ Précédemment en coalition avec d'autres partis.